# سارة بارو
سارة بارو (بالإنجليزية: Sarah Barrow) هي غطاسة بريطانية، ولدت في 22 أكتوبر 1988 في بليموث في المملكة المتحدة.

## وصلات خارجية
- سارة بارو على موقع الاتحاد الدولي للسباحة (الإنجليزية)
- سارة بارو على موقع قاعدة بيانات الغوص IAT (الألمانية)
- سارة بارو على موقع أوليمبيديا (الإنجليزية)
- سارة بارو على موقع اللجنة الأولمبية البريطانية (الإنجليزية)
- سارة بارو على موقع اتحاد ألعاب الكومنولث (مؤرشف) (الإنجليزية)
- سارة بارو على موقع اتحاد ألعاب الكومنولث (مؤرشف) (الإنجليزية)
- سارة بارو على موقع دورة ألعاب الكومنولث 2006 (مؤرشف) (الإنجليزية)